# 1-я армия (Сибирская армия)
1-я армия — армия белых на восточном фронте гражданской войны.

## История
Была образована 14(22) июля 1919 г. на Тюменском направлении в результате разделения Сибирской армии из её Северной группы. Первоначально её основу составили 1-й Средне-Сибирский армейский корпус, 7-я и 16-я Сибирские, 15-я Воткинская стрелковая дивизия, а также 17-я Сибирская отдельная стрелковая, штурмовая и егерская бригады и отряд полковника Бордзиловского. В сентябре 1919 7-я и 15-я дивизии были изъяты из состава армии, но переведена из 2-й армии 1-я кавалерийская дивизия. В ноябре 1919 армия была отведена в тыл в район Томска для пополнения и переформирования. В её составе с 18 ноября начал формироваться 2-й Сибирский егерский корпус. В декабре 1919 года после ряда мятежей разложилась и перестала существовать, её остатки в 500—600 человек были присоединены ко 2-й армии.
Командующим армией был генерал А. Н. Пепеляев, начальником штаба — подполковник К. Л. Кононов.